# Festival Varilux de Cinema Francês 2020
A 11ª edição do Festival Varilux de Cinema Francês foi um festival de cinema exibido de 19 de novembro até 3 de dezembro de 2020 nos cinemas de todo o Brasil. No cartaz e na identidade visual do evento está Jean-Paul Belmondo e Jean Seberg em À bout de souffle (bra/prt: Acossado).

## Programação

### Filmes inéditos
| Título original                        | Título em português                        | Diretor                          |
| -------------------------------------- | ------------------------------------------ | -------------------------------- |
| La bonne épouse                        | bra: A Boa Esposa                          | Martin Provost                   |
| La fameuse invasion des ours en sicile | bra: A Famosa Invasão dos Ursos na Sicília | Lorenzo Mattotti                 |
| La fille au bracelet                   | bra: A Garota da Pulseira                  | Stéphane Demoustier              |
| Effacer l’historique                   | bra: Apagar o Histórico                    | Gustave Kervern, Benoît Delépine |
| La belle époque                        | bra: Belle Epoque                          | Nicolas Bedos                    |
| ADN                                    | bra: Dna                                   | Maïwenn                          |
| Une belle equipe                       | bra: Donas da Bola                         | Mohamed Hamidi                   |
| Gagarine                               | bra: Gagarine                              | Fanny Liatard, Jérémy Trouilh    |
| Hors normes                            | bra: Mais Que Especiais                    | Fanny Liatard, Jérémy Trouilh    |
| Mon cousin                             | bra: Meu Primo                             | Jan Kounen                       |
| Antoinette dans les Cévennes           | bra: Minhas Férias Com Patrick             | Caroline Vignal                  |
| Notre Dame                             | bra: Notre Dame                            | Valérie Donzelli                 |
| Le capital au xxie siècle              | bra: O Capital no Século XXI               | Justin Pemberton, Thomas Piketty |
| Persona non grata                      | bra: Persona Non Grata                     | Roschdy Zem                      |
| Slalom                                 | bra: Slalom                                | Charlène Favier                  |
| Tout simplement noir                   | bra: Sou Francês e Preto                   | Jean-Pascal Zadi e John Wax      |
| Été 85                                 | bra/prt: Verão de 85                       | François Ozon                    |

### Clássico
- À bout de souffle, bra/prt: Acossado, de Jean-Luc Godard